# Richard Jackson
Richard Jackson es un director, bailarín y coreógrafo, nacido en 15 de marzo de 1979 en Bahía de San Francisco, Estados Unidos, ha trabajado con cantantes famosas como Lady Gaga y Katy Perry.

## The Born This Way Ball
El trabajo más reconocido de Jackson fue la gira The Born This Way Ball, la estuvo bajo su dirección, ya que diseñó y colaboró en la visualización del escenario, mismo que tenía forma de un castillo medieval, también fue el coreografío único de la gira, poniendo un baile y posiciones a cada tema del repertorio.

## Coreógrafo
- 2004 – Kimberley Locke – "8th World Wonder"
- 2004 – Mis-Teeq – "One Night Stand"
- 2005 – JoJo – "Not That Kinda Girl"
- 2005 – JoJo – "Leave (Get Out)"
- 2008 – Lady Gaga – "Just Dance"
- 2008 – Lady Gaga – "Beautiful, Dirty, Rich"
- 2008 – Lady Gaga – "Poker Face"
- 2009 – Lady Gaga – "LoveGame"
- 2009 – Lady Gaga – "Paparazzi"
- 2009 – Lady Gaga – "Bad Romance"
- 2010 – Lady Gaga – "Telephone"
- 2010 – Lady Gaga – "Alejandro"
- 2010 – Katy Perry – "California Gurls"
- 2010 – Keri Hilson – "The Way You Love Me"
- 2010 – Keri Hilson – "Pretty Girl Rock"
- 2011 – Lady Gaga – "Born This Way"
- 2011 – Lady Gaga – "Judas"
- 2011 – Keri Hilson – "Lose Control"
- 2011 – JoJo – "The Other Chick"
- 2011 – Lady Gaga – "Yoü and I"
- 2011 – Lady Gaga – "Marry the Night"
- 2013 – Lady Gaga – "Applause"
- 2013 – Lady Gaga – "Do What U Want"
- 2013 – Lady Gaga – "Venus"
- 2011 – Lady Gaga – "G.U.Y."
- 2016 – Lady Gaga – "Dancing In Circles"
- 2016 – Lady Gaga – "A-YO"
- 2017 – Lady Gaga – "The Cure"

## Giras como director
- 2012-13 – Lady Gaga – Born This Way Ball
- 2014 – Lady Gaga – Artrave: The Artpop Ball Tour